# Mars 1927

## Événements
- Évacuation de la Sarre par les Français.

- 1er mars : le Conseil privé britannique tranche un litige côtier et décide d'octroyer le Labrador (110 000 km2) au dominion de Terre-Neuve, qui ne fait pas encore partie du dominion du Canada.

- 3 mars (Madagascar) : un cyclone tropical détruit Tamatave et fait des centaines de victimes.

- 4 mars : Grand Prix automobile de Tripoli.

- 10 mars : premier vol de l'avion de Havilland DH.60 X Moth.
- 14 mars : Inauguration et création de la compagnie aérienne Pan American World Airways

- 26 mars : à Shanghai, Tchang Kaï-chek demande le retrait des troupes internationales.

- 29 mars, (Sport automobile) : à Daytona Beach, Henry Segrave établit un nouveau record de vitesse terrestre : 327,97 km/h.

## Naissances
- 1er mars :
  - Harry Belafonte, chanteur américain († 25 avril 2023).
  - Claude Gensac, actrice française († 27 décembre 2016).
- 2 mars : Piotr Kowalski, sculpteur et architecte polonais († 7 janvier 2004).
- 3 mars : William Kurelek, artiste peintre et écrivain canadien. († 3 novembre 1977).
- 6 mars : 
  - Gordon Cooper, astronaute américain († 4 octobre 2004).
  - Gabriel García Márquez, romancier, nouvelliste et journaliste colombien († 17 avril 2014).
- 7 mars : Jean-Paul Desbiens, écrivain et religieux († 23 juillet 2006).
  - Philippe Clay, acteur et chanteur français († 13 décembre 2007).
- 9 mars : Jaime de Armiñán, réalisateur espagnol († 10 avril 2024).
- 10 mars : Claude Laydu, acteur et producteur de télévision helvético-belge, créateur de Bonne nuit les petits († 29 juillet 2011).
- 14 mars : Philippe Lemaire, acteur français († 15 mars 2004).
- 15 mars : Christian Marquand, acteur et réalisateur français († 22 novembre 2000).
- 16 mars :
  - Vladimir Komarov, cosmonaute soviétique, mort le 24 avril 1967 à bord de Soyouz 1.
  - Georges Séguy, syndicaliste français. († 13 août 2016).
- 23 mars : Régine Crespin, cantatrice française († 5 juillet 2007).
- 24 mars : Martin Walser, écrivain allemand († 28 juillet 2023).
- 25 mars : Bill Barilko, joueur de hockey canadien. († 26 août 1951).
- 27 mars : Mstislav Rostropovitch, violoncelliste russe († 27 avril 2007).
- 31 mars :
  - César Chávez, syndicaliste paysan américain († 23 avril 1993).
  - Vladimir Ilyushin, pilote d'essai soviétique († 1er mars 2010).
  - Eduardo Martínez Somalo, cardinal espagnol, préfet émérite de la congrégation pour les instituts de vie consacrée († 10 août 2021).